# Nino Pisano
Pour les articles homonymes, voir Pisano.
Nino Pisano (actif entre 1349 et 1368) est un sculpteur italien, il est le fils d'Andrea Pisano.

## Biographie
Nino Pisano travailla avec son père sur les sculptures au-dessus du tombeau du doge Marco Corner (Vierge à l'enfant et autres saints) de la basilique de San Zanipolo à Venise et celle de Sainte Catherine à Pise, et réalisa quelques panneaux du Campanile de Giotto de Santa Maria del Fiore. Il succéda à son père dans les travaux de la Cathédrale d'Orvieto en 1349.
Parmi ses travaux personnels, on compte une Vierge avec l'Enfant, dans la basilique Santa Maria Novella et un Monument à l'évêque Scherlatti maintenant conservé dans le Museo dell'Opera del Duomo de Pise.
D'autres œuvres lui sont attribuées, comme la Madone à la rose de l'église Santa Maria della Spina et une Madone au lait au Musée Saint-Mathieu, tous deux à Pise. Une Annonciation, auparavant dans l'église Sainte-Catherine, se trouve maintenant à la National Gallery of Art de Washington.

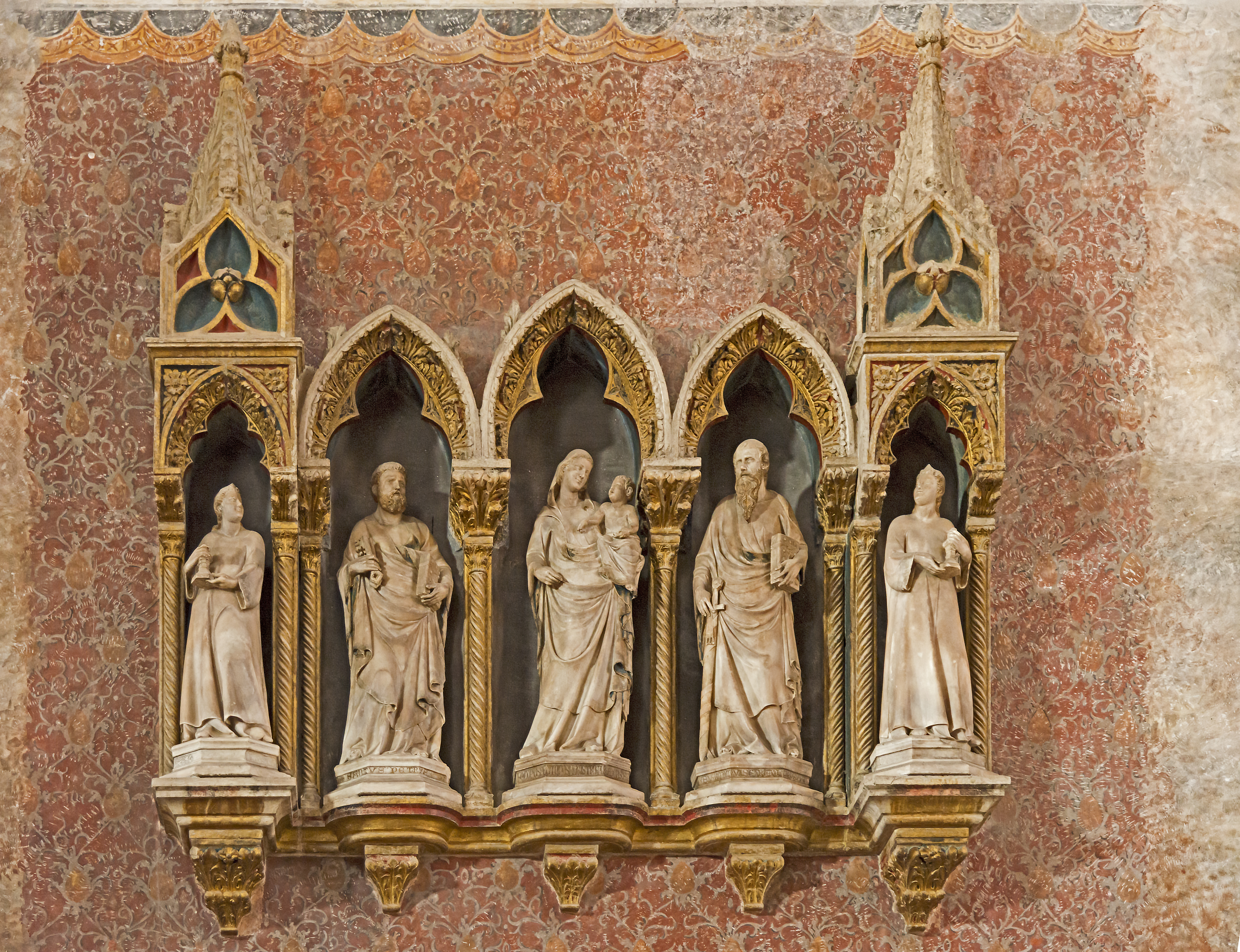
Tombe de  Marco Corner basilique de San Zanipolo